# KEGG
京都基因与基因组百科全书（英語：Kyoto Encyclopedia of Genes and Genomes，缩写：KEGG）是一套日本於1995年制定的人類基因組計劃，此為關於基因、基因组、蛋白质、酶促反应以及生物化学物质的网络数据库。其途径数据库之中记录的是细胞之中的分子相互作用、代谢途径以及具体生物所特有的变化形式。
但是它有一個缺點『無法由網頁介面作進一步的計算，例如建立複雜的調控網，或是找出反應之間可能的交互作用』。

## 介绍
KEGG数据库项目由京都大学化学研究所教授金久实在1995年於日本人類基因組計劃首次提出。
鑒於電算資源可用以輔助基因組序列數據的生物學詮釋，金久實開始研發KEGG PATHWAY數據庫。KEGG PATHWAY數據庫由一系列經人手繪製而成KEGG代謝路徑圖的構成，以代表關於代謝以及其他細胞與生物機能的實驗成果。每一張路徑圖俱包括了一個分子互動與反應的網絡圖，為連繫基因組內之基因及路徑所示過程生成的基因產物（以蛋白質為主）而設。此數據庫衍生了KEGG路徑作圖的分析步驟，將基因組內的基因內容與KEGG PATHWAY數據庫比對，以調查可能在基因組中有相關紀錄的路徑及其相關功能。
開發者表示，KEGG是生物系統的「電腦表達形式」（computer representation）。KEGG將生物系統的零件與線路綜合為一，具體而言，其所整合的是基因與蛋白質的遺傳部件、小分子及化學反應的化學部件、以及分子互動與反應網絡的線路圖。此概念於KEGG的數據庫之下，系統、基因組學、化學、健康資訊的分類下得以實現。
- 系统信息
  - PATHWAY — 細胞與生物機能的路徑圖
  - MODULE — 基因模組與功能單位
  - BRITE — 生物實體的階層分類
- 基因组信息
  - GENOME — 基因組全體
  - GENES — 基因組全域的基因與蛋白质列表
  - ORTHOLOGY — 基因組全域的基因直系同源組別
- 化学信息
  - COMPOUND, GLYCAN — 化合物與聚糖
  - REACTION, RPAIR, RCLASS — 化學反應
  - ENZYME — 酶命名法
- 健康信息
  - DISEASE — 人類疾病
  - DRUG — 已批准藥物
  - ENVIRON — 生药及与健康相关的物质